# Nyctonympha
Nyctonympha es un género de escarabajos longicornios de la subfamilia Lamiinae. Fue descrito por Thomson en 1868.

## Especies
- Nyctonympha affinis Martins y Galileo, 2008
- Nyctonympha andersoni Martins y Galileo, 1992
- Nyctonympha annulata Aurivillius, 1900
- Nyctonympha annulipes (Belon, 1897)
- Nyctonympha antonkozlovi Santos-Silva y Botero, 2017
- Nyctonympha birai Santos-Silva y Botero, 2017
- Nyctonympha boyacana Galileo y Martins, 2008
- Nyctonympha carcharias (Lameere, 1893)
- Nyctonympha carioca Galileo y Martins, 2001
- Nyctonympha costipennis (Lameere, 1893)
- Nyctonympha cribrata Thomson, 1868
- Nyctonympha flavipes Aurivillius, 1920
- Nyctonympha genieri Martins y Galileo, 1992
- Nyctonympha howdenarum Martins y Galileo, 1992
- Nyctonympha mariahelenae Santos-Silva y Botero, 2017
- Nyctonympha punctata Martins y Galileo, 1989
- Nyctonympha sinjaevi Santos-Silva y Botero, 2017
- Nyctonympha taeniata Martins y Galileo, 1992